# Raphaël Lemkin
Raphaël Lemkin, ursprungligen Rafał Lemkin, född 24 juni 1900 i Bezwodne, Volkovysk, Ryssland, död 28 juli 1959 i New York, var en polsk-amerikansk juridikprofessor som definierade begreppet genocid (folkmord) som för första gången kom att användas i rättegångarna i Nürnberg för nazismens brott. Lemkin hade studerat juridik och doktorerat vid Lwów-universitetet och hade under mellankrigsåren deltagit som polsk representant i internationella juridikkonferenser i Paris 1931, Madrid 1933 och Köpenhamn 1935.
Efter den sovjetiska ockupationen av de östliga delarna av Polen i september 1939 flydde han 1940 via Litauen till Sverige och 1941 bosatte han sig i USA där har undervisade vid Duke University i North Carolina. Lemkin, som var jude, förlorade hela sin familj under förintelsen. I USA antog han förnamnet Raphaël. Redan 1933 formulerade han ett folkmordsbegrepp som omfattar två delar, både våld gentemot människor (barbaribrottet) och vandalism av kulturella föremål och platser det vill säga kulturell förstörelse också kallad kulturellt folkmord, en aspekt på brott mot mänskligheten som han ännu inte fått gehör för. Begreppet genocid lanserade han först i "Axis Rule in Occupied Europe" som han publicerade i USA år 1944.
Vid Nürnbergrättegången var han rådgivare till Robert H. Jackson (USA:s huvudåklagare). Han nominerades under 1950-talet 10 gånger till Nobels fredspris.